# Mustisaari (ö i Birkaland, Tammerfors, lat 61,42, long 23,47)
Mustisaari är en ö i Finland. Den ligger i sjön Pyhäjärvi och i kommunen Nokia i den ekonomiska regionen Tammerfors och landskapet Birkaland, i den södra delen av landet, 160 km nordväst om huvudstaden Helsingfors. Öns area är 0,3 hektar och dess största längd är 90 meter i sydväst-nordöstlig riktning.